# La Elvira (Cali)
La Elvira es un corregimiento ubicado en el norte del distrito de Santiago de Cali. Limita al sur con los corregimientos El Saladito y La Castilla, al oriente con el municipio de Yumbo y el corregimiento La Paz, y al occidente con el municipio de Dagua. 

## División territorial
La Elvira está compuesta por su centro poblado cabecera (la cual le da el nombre al corregimiento)  y  4 veredas:
- La Elvira
- Alto Aguacatal
- Los Laureles
- Kilómetro 18

## Historia
La población del corregimiento empezó en la década de 1940 con la llegada de familias provenientes del cauca y Nariño.